# Chá Wissotzky
Chá Wissotzky é uma companhia de chá baseada em Tel Aviv, Israel. É a principal distribuidora de chá em Israel, e também em partes da Europa, América do Norte e Austrália.

## História

### Origem
A Wissotzky surgiu em meados do século XIX na Rússia, o que a torna uma das empresas russas mais antigas ainda em atividade. Foi fundada em Moscou em 1849, por Klonimus Wolf Wissotzky (1824-1904). Logo ganhou enorme popularidade, e conquistou clientes fiéis por todo o Império Russo e em países vizinhos. 

### Expansão
Em 1904, a empresa ampliou suas atividades na Europa e abriu uma sucursal em Nova Iorque, para satisfazer a procura dos seus clientes que haviam se mudado para os Estados Unidos durante a imigração em massa da Europa Oriental no início do século XX. Em 1907, a Wissotzky estabeleceu a Companhia Anglo-Asiática para ser seu escritório central, em Londres, Inglaterra.  Em 1917, a empresa fechou suas operações na Rússia, mas abriu filiais na Polônia, na Itália e em outros países europeus, além das já existentes na Grã-Bretanha e nos EUA.

### Mudança para Israel
Em 1936, Simon Seidler, um membro da família de Wissotzky, criou uma unidade em Tel Aviv, em Israel , para fornecer seus produtos para os países vizinhos. Posteriormente, a sede da empresa foi transferida para Tel Aviv. Hoje, a companhia é dirigida pela quinta geração da família Wissotzky, e o escritório de Londres segue selecionando e comprando chá de todos os cantos do globo.
Durante a Revolução Russa, a fim de promover a falsa noção antissemita de que a Rússia foi vítima da dominação dos judeus, uma canção ganhou popularidade nas ruas de cidades russas, com as palavras:
| “ | Chá de Wissotzky, açúcar de Brotzky e Rússia de Trotsky | ” |

### Modernização
Em 1963, a Chá Wissotzky automatizou todo o seu processo de produção e embalagem, eliminando totalmente o contato humano com o produto na fábrica. Em 1989, a companhia transferiu sua fábrica de Tel Aviv para a cidade de Petah Tikva, a nordeste da capital, com o intuito de expandir sua capacidade de produção. Contudo, o escritório-sede foi mantido em Tel Aviv, nas vizinhanças da antiga fábrica.
Os investimentos da empresa na modernização da produção trouxeram ainda o reconhecimento da qualidade de seus produtos, através de certificações internacionais, como o a ISO 9001:2000 e a ISO 22000.